# The Trumpet-Major
The Trumpet-Major is een roman uit 1880 van de Engelse schrijver Thomas Hardy. Het verhaal werd voor het eerst gepubliceerd in het tijdschrift Good Words tussen januari en december 1880. De geschiedenis speelt zich af tegen de achtergrond van de napoleontische oorlogen, waarnaar Hardy grondig onderzoek had gedaan. Zoals vaker voorkwam, bewerkte hij het verhaal op sommige punten voor de publicatie in feuilletonvorm. In oktober 1880 kwam het in boekvorm uit in drie delen. Het verhaal is luchthartig van toon, maar niet vrij van Hardy's karakteristieke ironie.

## Samenvatting
Anne Garland woont met haar moeder in de molen Overcombe Mill. Zij wordt het hof gemaakt door drie mannen. Onder hen is John Loveday, de zoon van de molenaar en de titelfiguur. Hij is gelegerd in het nabijgelegen militaire kamp. Zijn broer, Bob Loveday, een vrolijke jonge zeeman, is zijn rivaal. De derde die naar haar hand dingt is de grofbesnaarde Festus Derriman.
John behoedt zijn broer voor een verkeerd gekozen relatie, maar raakt Anne daarbij kwijt. Ook Festus verliest zijn kansen als zijn ware aard blijkt. Uiteindelijk vertrekt de zachtaardige John naar de oorlog, vanwaar hij niet terug zal keren.